# Run Devil Run (少女時代の曲)
「Run Devil Run」（ラン・デビル・ラン）は、2010年3月17日に韓国で発売された少女時代のアルバム、またはそのタイトル曲。

## 朝鮮語版
少女時代の2ndアルバム「Oh!」のリパッケージ版「Run Devil Run」のタイトル曲として、2010年3月17日にデジタルシングルとして先行発売された。
ガオンチャートの週間チャートで首位を獲得。KBSの音楽番組『ミュージックバンク』のチャートでも首位を獲得した。
コンセプトは「ブラック少女時代」 。ミュージックビデオは2010年3月18日に公開。
少女時代版に先んじて、作曲を担当していたDSign Musicに縁のあったケシャによって2008年8月にはデモ版が収録されており、このデモ版は後にYouTube等のインターネット上に流出した。ケシャ版はいわゆるブートレグであり、公式には少女時代の楽曲がオリジナルである。
ブラーのアレックス・ジェームスが楽曲提供していると噂が広がるが同姓同名の別人である。Hootも同様。

## 日本語版
2011年1月15日に日本語版のダウンロード販売が開始された。
2011年1月25日付けの日本レコード協会による着うたフルのダウンロード数を集計したRIAJ有料音楽配信チャートで初登場24位。2月1日付けで4位に上昇
2011年4月27日にはシングル「MR.TAXI/Run Devil Run」として発売。

## 収録曲

### リパッケージアルバム『Run Devil Run』
1. Run Devil Run
2. Oh!
3. Echo
4. 星星星 (☆★☆) Acoustic R&B ver.
5. Show! Show! Show!
6. ポン & Fun (Sweet Talking Baby)
7. 永遠に君と夢見たい (Forever)
8. 笑おう (Be Happy)
9. 火星人ウイルス (Boys & Girls)
10. キャラメルコーヒー (Talk To Me)
11. 星星星 (☆★☆)
12. 無条件ハッピーエンド (Stick Wit U)
13. 良いことだけを考える (Day by Day)
14. Gee
15. 願いを言ってみて (Genie)

## チャート
| チャート（2010/2011年）       | 最高 順位 |
| ----------------------------- | --------- |
| 韓国 ミュージックバンク       | 1         |
| 韓国 ガオンチャート週間       | 1         |
| 日本 RIAJ有料音楽配信チャート | 4         |

### チャート推移
| 先代 少女時代「Oh!」 | ガオンチャート週間1位 2010年3月20日 - 27日 | 次代 ピ「ラブソング」                                     |
| 先代 少女時代「Oh!」 | ガオンチャート月間1位 2010年3月            | 次代 イ・ヒョリft.シー・ジェイ「Chitty Chitty Bang Bang」 |

## 発売日一覧
| 地域 | リリース日    | 規格                     | レーベル                 |
| ---- | ------------- | ------------------------ | ------------------------ |
| 韓国 | 2010年3月17日 | デジタルダウンロード     | SMエンタテインメント     |
| 日本 | 2011年1月25日 | 携帯電話端末向けフル配信 | ユニバーサルミュージック |
| 日本 | 2011年1月25日 | PC配信                   | ユニバーサルミュージック |